# Batalha de Vercelas
Batalha de Vercelas (em latim: Vercelae), conhecida também como Batalha da Planície Raudina (em latim: Campi Raudii), foi travada em 101 a.C. entre as forças da República Romana, comandadas pelo cônsul Caio Mário, e uma grande força invasora da tribo germânica dos cimbros perto da cidade de Vercelas (moderna Vercelli), na Gália Cisalpina. Os cimbros foram completamente aniquilados, com 140 000 mortos e 60 000 capturados, incluindo uma grande quantidade de mulheres e crianças. Grande parte do mérito por esta vitória se deve ao legado do cônsul Quinto Lutácio Cátulo, Lúcio Cornélio Sula, que comandou a cavalaria romana e dos aliados italianos.

## Contexto
Em algum momento por volta de 120 a.C., a tribo germânica dos cimbros partiu de sua terra natal, na Jutlândia, e começou a marchar para o sul, unindo-se aos teutões e ambrones para formar uma grande onda humana que cruzou o Danúbio em 113 a.C. na província da Nórica, onde atacaram os tauriscos, aliados dos romanos, que pediram ajuda a Roma. O primeiro exército romano enviado para enfrentar a migração foi derrotado na Batalha de Noreia, em 112 a.C..
Os invasores seguiram depois para a Gália, mas a resposta romana só veio em 105 a.C., na desastrosa Batalha de Aráusio, que deixou a Itália indefesa perante aos invasores, que, misteriosamente, preferiram invadir a Hispânia ao invés de marcharem para Roma. Diante do perigo, os romanos autorizaram Caio Mário, um general experiente e vitorioso na Guerra contra Jugurta, a implementar uma série de reformas que transformaram o exército romano de uma milícia de conscritos numa poderosa força profissional remunerada. Muitas mudanças ocorreram também nas forças cimbrias quando Boiorix, o rei cimbrio, assumiu o poder absoluto da massa migrante e ordenou a volta para a Gália, onde os tigurinos se juntaram aos cimbros para invadir a Itália.
Boiorix dividiu suas forças em três colunas que deveriam atravessar os Alpes separadamente. Teutobode, o rei dos teutões, com seu povo e os ambrones cruzariam pelo oeste, Boiorix e sua gente seguiriam pelo centro e Divico, à frente dos tigurinos, seguiria pelo leste. Sabendo dos planos dos inimigos, Mário decidiu que o melhor seria derrotar cada uma das colunas separadamente: ele próprio enfrentaria os teutões enquanto que o co-cônsul Quinto Lutácio Cátulo enfrentaria os cimbros e os dois se uniriam para enfrentar os tigurinos.
Mário conseguiu destruir a força germânica na Batalha das Águas Sêxtias, mas Cátulo não conseguiu deter os cimbros no passo de Brennero. Cátulo dispunha de apenas 10 000 homens para enfrentar uma massa de cerca de 200 000 pessoas e a posição que ele escolheu era fácil de cercar. Antes da chegada do inimigo, Lúcio Cornélio Sula provocou um motim entre os centuriões e forçou Cátulo a recuar de uma posição suicida, abrindo as portas da Gália Cisalpina para os cimbros. Quando soube do ocorrido, Mário marchou rapidamente com suas legiões para ajudar o colega em dificuldades e as duas forças se encontraram em Vercelas (em latim: Vercelae).

## Batalha de Vercelas
Nas palavras de Theodor Mommsen, 
"os dois exércitos se encontraram em Vercelas, perto da confluência dos rios Sesia e Pó, justamente onde Aníbal havia lutado pela primeira vez em solo italiano. Os cimbros queriam a batalha e, segundo seus costumes, enviaram um mensageiro para combinar a data e o local. Mário atendeu seus pedidos e escolheu como data o dia seguinte, 30 de julho de 653 (101 a.C.) e a planície Raudina como cenário. Esta planície permitiria que os romanos aproveitassem todo o potencial de sua cavalaria. Ali, os romanos caíram sobre o inimigo, que, apesar de os esperarem, foram pegos de surpresa, já que a densa névoa da manhã impediu que a cavalaria cimbria pudesse enxergar que a cavalaria romana, mais forte, se aproximava para uma luta corpo-a-corpo, o que empurrou todo o exército cimbrio até as posições dos legionários romanos, que já estavam em ordem de batalha. Boiorix liderou várias cargas contra a muralha de escudos romana, que aguentou as sucessivas investidas e aproveitava para apunhalar com seus gládios os desprotegidos pescoços e coxas germânicos, exatamente como Mário os havia ensinado. Os romanos conseguiram uma vitória completa com poucas perdas, enquanto que os cimbrios foram totalmente aniquilados, que consideravam impensável uma retirada. Os que perderam a vida durante o combate, a maioria, incluindo o valente rei Boiorix, podiam se considerar afortunados; mais afortunados, pelo menos, do que os que tiveram que fazê-lo com suas próprias mãos ou que foram escravizados e vendos no mercado romano, aguentando as represálias por sua ousadia. Os tigurinos, que esperaram o resultado da batalha para atravessar os Alpes, voltaram para sua terra natal. A avalanche humana que, durante treze anos havia alarmado a todas as nações entre o Danúbio e o Ebro, do Sena ao Pó, jazia debaixo da terra ou trabalhava sob o jugo da escravidão; as vãs esperanças das migrações germânicas haviam terminado em derrota; os cimbrios e seus aliados desapareceram.

## Consequências
A vitória de Vercelas e destruição dos teutões na Batalha de Águas Sêxtias acabaram com os planos bárbaros de invadir Roma. Cerca de 6 000 cimbros conseguiram escapar para a Gália Bélgica, onde formaram o núcleo da tribo dos aduáticos.
Politicamente, esta batalha teve enormes repercussões em Roma. Acentuou a rivalidade entre os populares de Mário e os optimates de Sula, o que levaria à Primeira Guerra Civil da República Romana. Os cônsules Mário e Cátulo celebraram um triunfo conjunto por sua vitória sobre os germânicos, no qual o rei Teutobode, dos teutões, foi executado. O povo, porém, creditou todos os méritos da vitória a Mário, o que aumentou também a rivalidade entre os dois.
Como recompensa por seus serviços, Mário concedeu a cidadania romana a todos os seus veteranos provenientes das cidades italianas aliadas sem consultar o Senado. Quando alguns senadores questionaram a ação, Mário contestou afirmando que, no furor da batalha, não conseguiu distinguir entre a voz de um romano e a de um aliado italiano. Dali pra frente, todas as legiões italianas passaram a se considerar legiões romanas. Também foi esta a primeira vez que um general romano vitorioso desafiou o Senado, um precedente que seria seguido outras vezes. Em 88 a.C., Sula invadiu Roma com seu exército, traindo tanto o Senado quanto a tradição romana. E Caio Júlio César, quando recebeu ordens do Senado para entregar o comando de seu exército e voltar a Roma para enfrentar um processo por má conduta, cruzou o Rubicão (49 a.C.) com suas legiões, desencadeando uma guerra civil entre ele e Pompeu, cujo resultado seria fatal para a República Romana.

## Bibliografía
- Mommsen, Theodor (1854–1856). História de Roma (em alemão). [S.l.: s.n.]
- Lúcio Aneu Floro. Epitome rerum Romanarum (em latim). [S.l.: s.n.]
- Todd, Malcolm (1972). Los bárbaros - godos, francos y vándalos (em espanhol). Londres: [s.n.]